# جردن ماچ
جردن جیمز ادوارد سیدنی ماچ (انگلیسی: Jordon James Edward Sydney Mutch؛ زادهٔ ۲ دسامبر ۱۹۹۱) بازیکن فوتبال اهل انگلستان است.
از باشگاه‌هایی که در آن بازی کرده‌است می‌توان به بیرمنگام سیتی، دونکستر راورز، واتفورد، کاردیف سیتی، واتفورد، کویینز پارک رنجرز، کریستال پالاس، ردینگ، ونکوور وایتکپس و ژیونگنام اشاره کرد.